# 17075 Панконин
17075 Панконин (17075 Pankonin) — астероїд головного поясу, відкритий 9 квітня 1999 року.
Тіссеранів параметр щодо Юпітера — 3,573.